# Arquidiócesis de Fuzhou
La arquidiócesis de Fuzhou, de Minhou, de Foochow o de Min-Hou (en latín: Archidioecesis Fuceuvensis y en chino: 天主教福州总教区) es una circunscripción eclesiástica de la Iglesia católica en China. Se trata de una arquidiócesis latina, sede metropolitana de la provincia eclesiástica de Fuzhou. Desde el 14 de abril de 2023 es sede vacante, aunque para el Anuario Pontificio está vacante desde el 6 de mayo de 1980. La Asociación Patriótica Católica China redujo y renombró a la arquidiócesis a diócesis de Fuzhou en fecha no precisada, luego, en 1999 le anexó parte de la diócesis de Xiamen, sin asentimiento de la Santa Sede.

## Territorio y organización

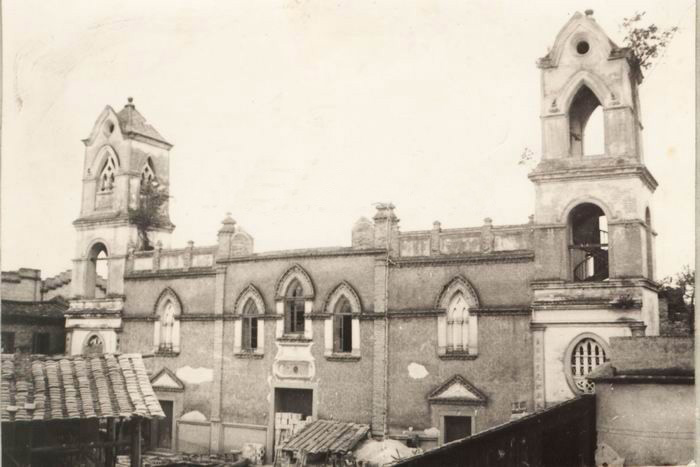
Excatedral del Santo Rosario de Aowei, en Fuzhou

La arquidiócesis tiene 32 348 km² y extiende su jurisdicción sobre los fieles católicos de rito latino residentes en parte de la provincia de Fujian.
La sede de la arquidiócesis se encuentra en la ciudad de Fuzhou, en donde se halla la Catedral de Santo Domingo y la excatedral del Santo Rosario de Aowei (catedral hasta 1912). 
La arquidiócesis tiene como sufragáneas a las diócesis de: Funing, Tingzhou y Xiamen.
En 1950 en la arquidiócesis no se reportó el número de parroquias.

## Historia
El 29 de diciembre de 1624 el jesuita italiano Giulio Aleni llegó a Fuzhou y luego fundó la misión de Fujian. En 1645 Longwu se proclamó emperador en Fuzhou, dos de sus ministros: Zheng Zhilong (bautizado como Nicholas Iquan Gaspard) y Huang Daozhou eran católicos. En 1643 comenzó en Fujian la Disputa de los Ritos, que finalizó con un edicto imperial del 17 de diciembre de 1720 que prohibió la existencia del catolicismo en China. En los siguientes 120 años un pequeño número de creyentes todavía operaban clandestinamente en el área de Fuzhou, hasta que la prohibición fue levantada en 1842.
El vicariato apostólico de Fujian fue erigido el 15 de octubre de 1696 con el breve E sublimi Sedis del papa Inocencio XII, obteniendo el territorio de la diócesis de Nankín (hoy arquidiócesis de Nankín).
Hacia mediados del siglo XVIII los misioneros dominicos sufrieron persecución y martirio. El 26 de mayo de 1747 el vicario apostólico Pedro Sans Jordá fue encarcelado, torturado y decapitado. Le sucedió Francisco Serrano Frías, quien fue martirizado por asfixia el 28 de octubre de 1748. El mismo día también fueron martirizados los sacerdotes Juan Alcober Figuera, Joaquín Royo Pérez y Francisco Díaz del Rincón. Fueron beatificados por el papa León XIII el 14 de mayo de 1893 e incluidos entre un grupo de 120 santos conocidos colectivamente como los «Santos Mártires de China», que fueron canonizados el 1 de octubre de 2000 por el papa Juan Pablo II.
En 1758 los vicariatos apostólicos de Chekiang (hoy diócesis de Ningbo) y Kiangsi (hoy arquidiócesis de Nanchang) fueron confiados al vicario apostólico de Fujian.
El 14 de agosto de 1838 los vicariatos unidos de Chekiang y Kiangsi volvieron a independizarse con el breve Ex debito del papa Gregorio XVI. En 1848 fue construida la iglesia del Santo Rosario de Aowei en Fuzhou.
El 11 de diciembre de 1883 cedió una parte de su territorio para la erección del vicariato apostólico de Amoy (hoy diócesis de Xiamen) mediante el breve Quod iampridem del papa León XIII. En esta última ocasión cambió su nombre por el de vicariato apostólico de Fokien Septentrional.
El 19 de julio de 1913 cedió otra porción de su territorio al vicariato apostólico de Amoy mediante el decreto Ampliori christiani de la Congregación de Propaganda Fide.
El 27 de diciembre de 1923 cedió nuevas porciones de territorio para la erección del vicariato apostólico de Funingfu (hoy diócesis de Funing) y la prefectura apostólica de Tingzhou (hoy diócesis de Tingzhou), asumiendo simultáneamente el nuevo nombre de vicariato apostólico de Fuzhou, mediante  el breve Ad maiorem del papa Pío XI.
El 18 de julio de 1929 cedió una porción de su territorio para la erección de la misión sui iuris de Shaowu (hoy prefectura apostólica de Shaowu) mediante el breve Concreditum Nobis del papa Pío XI.
El 6 de mayo de 1931 cedió una porción de su territorio para la erección de la misión sui iuris de Kienning (hoy prefectura apostólica de Jian'ou) mediante el breve Quae ad religionis del papa Pío XI.
Durante la segunda guerra sino-japonesa Fuzhou fue ocupada por Japón desde el 21 de abril al 3 de septiembre de 1941 y desde el 4 de octubre de 1944 al 18 de mayo de 1945, cuando la ciudad fue entregada a la República de China al producirse la rendición de Japón en la Segunda Guerra Mundial. 
El 11 de abril de 1946 el vicariato apostólico fue elevado a arquidiócesis metropolitana con la bula Quotidie Nos del papa Pío XII.
El Partido Comunista de China se impuso en la guerra civil, ocupó Fuzhou el 17 de agosto de 1949 y proclamó la República Popular China el 1 de octubre de 1949. El 4 de septiembre de 1951 China comunista expulsó al nuncio apostólico Antonio Riberi y la Santa Sede continuó reconociendo a la República de China en Taiwán como el legítimo gobierno chino. Todos los misioneros extranjeros fueron expulsados de China comunista en 1952, entre ellos el arzobispo español Theodore Labrador Fraile.
La Asociación Patriótica Católica China fue creada con el apoyo de la Oficina de Asuntos Religiosos de la República Popular de China en 1957, con el objetivo de controlar las actividades de los católicos en China. Su nombre público es Iglesia católica china y es referida como la "Iglesia oficial" en contraposición a la "Iglesia subterránea" o "Iglesia clandestina" leal a la Santa Sede.
En el período de 1966 a 1976 la Revolución Cultural se ensañó especialmente contra la religión, destruyéndose numerosas iglesias y cesaron todas las actividades religiosas en la arquidiócesis. A principios de la década de 1980 la arquidiócesis reanudó sus operaciones.
La Asociación Patriótica Católica China redujo y renombró a la arquidiócesis a diócesis de Fuzhou en fecha no precisada, luego, en 1999 rediseñó las diócesis de Fujian y le anexó parte de la diócesis de Xiamen, sin asentimiento de la Santa Sede.
El 25 de febrero de 1991, fue ordenado sacerdote "oficial" de la arquidiócesis, el sacerdote "clandestino" Joseph Zheng Changcheng, mientras que el obispo "clandestino" reconocido por la Santa Sede fue Paul Yang Shidao, ordenado el 10 de febrero de 1987, quien falleció el 28 de agosto de 2010.
El 22 de septiembre de 2018 se firmó en Pekín el Acuerdo provisional entre la Santa Sede y la República Popular de China sobre el nombramiento de los obispos. El 22 de octubre de 2020 el acuerdo fue prorrogado por otros dos años y en octubre de 2022 por otros dos años más.
El 9 de junio de 2020 las autoridades chinas reconocieron el ministerio del obispo Peter Lin Jiashan, nombrado desde 2016 jefe de la Iglesia de Fuzhou por la Santa Sede, pero hasta entonces considerado "clandestino". El obispo Lin Jiashan falleció el 14 de abril de 2023.
Debido a la situación particular de la Iglesia católica en China, la Santa Sede no nombra obispos para las diócesis chinas, que son sedes oficialmente vacantes incluso en presencia de obispos reconocidos por Roma.

## Estadísticas
Según el Anuario Pontificio 2002 la arquidiócesis tenía a fines de 1950 un total de 40 525 fieles bautizados. Posteriormente no se publicaron más datos, pero para 2020 se estimó en cerca de 300 000 fieles.
| Año                                                                             | Población            | Población       | Población      | Sacerdotes | Sacerdotes    | Sacerdotes    | Bautizados por sacerdote | Diáconos permanentes | Religiosos | Religiosos | Parroquias |
| Año                                                                             | Bautizados católicos | Total           | % de católicos | Total      | Clero secular | Clero regular | Bautizados por sacerdote | Diáconos permanentes | Varones    | Mujeres    | Parroquias |
| ------------------------------------------------------------------------------- | -------------------- | --------------- | -------------- | ---------- | ------------- | ------------- | ------------------------ | -------------------- | ---------- | ---------- | ---------- |
| 1950                                                                            | 40 525               | 2 975 730       | 1.4            | 39         | 27            | 12            | 1039                     |                      |            |            |            |
| 2020 (estimado)                                                                 | ca. 300 000          | 7 115 370(2010) |                | ca. 120    |               |               | ca. 2500                 |                      |            | ca. 500    |            |
| Fuente: Catholic-Hierarchy, que a su vez toma los datos del Anuario Pontificio. |                      |                 |                |            |               |               |                          |                      |            |            |            |

## Episcopologio
- François Pallu, M.E.P. † (15 de abril de 1680-29 de octubre de 1684 falleció)
- Bernardino della Chiesa, O.F.M. † (29 de octubre de 1684 por sucesión-1687 renunció[nota 2])
- Charles Maigrot, M.E.P. † (5 de febrero de 1687-4 de mayo de 1708 renunció)
- Magino Ventallol, O.P. † (3 de diciembre de 1718-3 de enero de 1732 falleció)
- San Pedro Sans Jordá, O.P. † (3 de enero de 1732 por sucesión-26 de mayo de 1747 falleció)
  - San Francisco Serrano Frías, O.P. † (26 de mayo de 1747 por sucesión-28 de octubre de 1748 falleció) (obispo electo)[nota 3]
- Francisco Pallás Faro, O.P. † (11 de julio de 1753-marzo de 1778 falleció)
- José Calvo, O.P. † (16 de febrero de 1781-15 de octubre de 1812 falleció)
- Roque José Carpena Díaz, O.P. † (15 de octubre de 1812 por sucesión-30 de diciembre de 1849 falleció)
- Miguel Calderón, O.P. † (30 de diciembre de 1849 por sucesión-14 de febrero de 1883 falleció)
- Salvador Masot y Gómez, O.P. † (20 de junio de 1884-17 de marzo de 1911 falleció)
- Francisco Aguirre Murga, O.P. † (13 de diciembre de 1911-12 de junio de 1941 falleció)
- Theodore Labrador Fraile, O.P. † (13 de junio de 1946-6 de mayo de 1980 falleció)
  - Sede vacante
  - Paul Yang Shidao † (10 de febrero de 1987 ordenado obispo-28 de agosto de 2010 falleció) (obispo clandestino)
  - Joseph Zheng Changcheng † (25 de febrero de 1991 ordenado obispo-18 de diciembre de 2006 falleció) (obispo oficial)
  - Pietro Lin Jiashan † (28 de agosto de 2010 por sucesión-14 de abril de 2023 falleció)